# Cámara de la Industria Aceitera de la República Argentina
La Cámara de la Industria Aceitera de la República Argentina (CIARA), surgió con el objetivo central de proteger y promover los intereses de la actividad industrial dedicada al procesamiento de granos oleaginosos en la Argentina. Se constituyó en 1980 y agrupa a la mayoría de las empresas que elaboran aceites vegetales y harinas proteicas del país. 
Sus propósitos son maximizar el nivel de industrialización de granos oleaginosos en el país, para optimizar el empleo, la inversión y la capacidad de generación de valor agregado nacional; promover el crecimiento y la diversificación de la producción de granos oleaginosos con el propósito de asegurar un flujo de abastecimiento permanente de materia prima a la industria, en condiciones de calidad compatibles 

## Historia
Para 1980, año de fundación de CIARA, la industria de aceites oleaginosos en el país había comenzado a desarrollarse progresivamente, en línea con la creciente demanda mundial. Ese año, sin embargo, se inició influido por la grave crisis política internacional por Afganistán, que confrontó a Estados Unidos y la Unión Soviética, que se había producido en diciembre del año anterior. Eso hacía prever precios internacionales en baja, también provocada por existencias sobrantes del ciclo anterior. A comienzos de 1980, se preveía que la cosecha de soja argentina se ubicaría cómodamente en 4,5 millones de toneladas (actualmente ronda los 50 millones). Ante la perspectiva de que concluyera la sequía que había afectado a Brasil y la Argentina, se proyectaba para 1980 una cosecha mundial de soja de 100 millones de toneladas, superando las 83 millones de la campaña anterior.
Según un informe del Ministerio de Economía y Finanzas Públicas de la Nación, de octubre de 2011, en poco más de una década tanto la superficie sembrada de soja como su producción presentaron un importante crecimiento, del 122 % y 152 % respectivamente. El fuerte dinamismo presentado por este cultivo se explica por el boom del nuevo paquete tecnológico “Soja RR + Glifosato + Siembra directa”, cuya aplicación trajo, a su vez, aparejado un fuerte aumento de la productividad debido a:
•	Mayor y mejor control de malezas.
•	Mínima labranza que favorece la conservación del suelo al tiempo que reduce los ciclos de laboreo incentivando el doble cultivo sobre la misma tierra en una campaña agrícola.
A partir de la aplicación de ese paquete, la soja ha tenido una creciente participación en el total del área sembrada del país, siendo en 2011 del 64%. La industria procesadora ha crecido en su capacidad de molienda, acorde con el aumento en la producción de granos oleaginosos. 
Mientras que en 1980 se molía el 22 % de la producción de soja, para 1997 la molienda alcanzó el 97 % de lo producido. A partir de 1998 cayó la participación relativa de la molienda debido al fuerte incremento en la producción de soja. Durante la década del 90 se produjo una fuerte expansión de la molienda y, consecuentemente, se expandió la producción de aceites y subproductos con una decisiva inserción en el mercado internacional, puntualizó el documento oficial.

## El complejo oleaginoso
El Complejo Oleaginoso abarca desde la producción de granos hasta su industrialización (aceites crudos y refinados, subproductos de la industria aceitera procesados –pellets‐ y biodiésel).
Dentro de la producción de oleaginosas realizada en el país en 2011, la de soja es la que reviste mayor importancia (representa el 84% de la producción total de aceites), seguida de lejos por la de girasol (15%). El resto de los aceites (maíz, oliva, algodón, maní, lino y colza) tienen una participación marginal, sostiene el citado informe del Ministerio de Economía.
El importante dinamismo que presenta este complejo está asociado a la fuerte expansión que tuvo el cultivo de soja a partir de su introducción en el país en la década del ’70 hasta llegar a su evolución actual.
Presenta un perfil fuertemente orientado al mercado externo. Constituye el principal complejo exportador de la Argentina (23,1 % del total de las exportaciones de 2012).
El grueso de la producción primaria de soja (75%) se destina a la industrialización, mientras que el resto se exporta. En el caso de la producción de girasol, la mayor parte se destina a la producción de aceites, siendo la exportación marginal.
Del total de la producción de aceite crudo de soja en 2012, el 60% se destina a la exportación, el 29% a la producción de biodiésel y el resto a la refinación (tanto para consumo doméstico como para otras industrias). En relación con el aceite de girasol, también una parte significativa se exporta (50%  del total) y el resto se refina principalmente para consumo doméstico (aceite comestible) y, en menor proporción, para uso industrial (margarinas, mayonesas, galletitas y otros alimentos).
Las harinas proteicas y tortas,  se procesan y transforman en pellets para la fabricación de alimentos balanceados.
De las 51 plantas aceiteras en actividad (correspondientes a las 37 empresas), gran parte se localizan en Santa Fe (22) y en Buenos Aires (16), distribuyéndose el resto entre Córdoba (6), Entre Ríos (4), La Pampa (1), Salta (1) y Santiago del Estero (1).
La producción se encuentra fuertemente concentrada en Santa Fe (80%). Le siguen, en importancia, Buenos Aires (11%), Córdoba (5%) y Santiago del Estero (2%), según datos oficiales de 2011.

## Institucional
CIARA está constituida por 51 empresas asociadas: ADM Argentina SA,  Aceitera Chabas SA, Aceitera Gral Deheza SA,  Adeco Agropecuaria SA, Agricultores Federados Argentinos Soc Coop Ltda Archivado el 27 de febrero de 2007 en Wayback Machine., Agro Uranga SA, Agrotecnología y Servicios SA, Alea y Cía SA, Alfred C. Toepfer International Argentina SRL, Amaggi Argentina SA, Andreoli SA, Asociación de Cooperativas Argentinas C L, Bunge Argentina SA (enlace roto disponible en Internet Archive; véase el historial, la primera versión y la última)., Buyatti SA, CHS de Argentina SA, Cantabria SA, Cargill SA, Compañía Argentina de Granos SA, Cresud SACIFYA, Curcija SA, El Tejar SAACeI, Enrique R. Zeni SA, Export - Grain SA, Gear SA, Glencore SA, Graneles de Argentina SA, Isaura SA, LDC Argentina SA, La Oleaginosa de Huanguelen SA, La Providencia Agrícola Ganadera SRL, Lartirigoyen y Cia SA, Liag Argentina SA, Los Grobo Agropecuaria SA, MSU Argentina, Man Agro SA, Molinos Canuelas SACIFIA, Molinos Río de la Plata SA, Multigrain Argentina SA, Nidera SA Archivado el 3 de marzo de 2011 en Wayback Machine., Noble Argentina SA, Oleaginosa Moreno SA, Oleos del Centro SA, Prinex SA, Productos Sudamericanos SA, Quebrachito Granos SA, SEDA SA, Tanoni Hnos SA, Tilo Pampa SA, Tomás Hnos y Cia SA, Universal Grain Argentina SA, y Vicentín SA.

## Características
Las empresas agrupadas en CIARA producen y exportan aceite y harina de soja, girasol, maní, lino, maíz, cártamo y algodón. Entre ellas concentran, junto con el complejo cerealero, el 35 % del total de las exportaciones totales del país, según información oficial de 2012.

## Relaciones laborales
Es la firmante por el sector patronal de Convenio Colectivo de Trabajo N.º 420/05, que regula las relaciones laborales entre los empleadores y trabajadores del sector.

## Participaciones internacionales
CIARA está a su vez asociada a organismos internacionales como The Grain and Feed Trade Association (GAFTA), que participan en el comercio de granos, subproductos y legumbres en todas las fases de la cadena comercialización, desde la producción hasta el consumo final, y The Federation of Oils, Seeds and Fats Associations (FOSFA), que es una emisora profesional de contratos internacionales que con su cuerpo arbitral se ocupa exclusivamente del comercio mundial de semillas oleaginosas, aceites y grasas, con 986 miembros en 82 países.